# 國立臺灣師範大學文學院

國立臺灣師範大學文學院大樓

國立臺灣師範大學文學院（英語：College of Liberal Arts, National Taiwan Normal University），隸屬於國立臺灣師範大學的學院，創校三學院之一。文學院除了國文、英語、歷史、地理、台灣語文等五學系，另有翻譯研究所、臺灣史研究所兩間研究所。

## 歷史
1955年臺灣省立師範學院改制為「臺灣省立師範大學」，下設教育、文、理等三個學院。文學院成立於當年6月5日，初設有國文、英語、史地、藝術、音樂等五個學系。1962年，史地學系分設為歷史、地理兩系，1982年美術學系與音樂學系改隸藝術學院。2011年整合「台灣文化及語言文學研究所」與「台灣研究及母語教師在職進修碩士專班」，設立大學部成立台灣語文學系。

### 歷任院長
| 任 | 姓名   | 任期        | 系所     | 備註                                                                             |
| -- | ------ | ----------- | -------- | -------------------------------------------------------------------------------- |
| 01 | 梁實秋 | 1955-1959年 | 英語學系 | 首任，初設國文、英語、史地、藝術、音樂等5系                                      |
| 02 | 郭廷以 | 1959-1962年 | 史地學系 |                                                                                  |
| 03 | 沙學浚 | 1962-1973年 | 地理學系 | 首位地理學系院長，1962年史地學系分設歷史學系及地理學系，1967年藝術系改名美術學系 |
| 04 | 李符桐 | 1973-1976年 | 歷史學系 | 首位歷史學系院長                                                                 |
| 05 | 李國祁 | 1976-1982年 | 歷史學系 |                                                                                  |
| 06 | 張芳   | 1982-1988年 | 英語學系 | 1982年美術學系、音樂學系改隸藝術學院                                             |
| 07 | 周何   | 1988-1990年 | 國文學系 | 首位國文學系院長                                                                 |
| 08 | 王熙元 | 1990-1993年 | 國文學系 |                                                                                  |
| 09 | 施玉惠 | 1993-1996年 | 英語學系 |                                                                                  |
| 10 | 賴明德 | 1996-1999年 | 國文學系 | 1996年設翻譯研究所                                                               |
| 11 | 王仲孚 | 1999-2001年 | 歷史學系 |                                                                                  |
| 12 | 蔡宗陽 | 2001-2003年 | 國文學系 |                                                                                  |
| 13 | 吳文星 | 2003-2005年 | 歷史學系 | 2003年設臺灣文化及語言文學研究所、華語文教學研究所，2004年設臺灣史研究所         |
| 14 | 張武昌 | 2005-2008年 | 英語學系 | 2006年華語文教學研究所改隸國際與僑教學院                                         |
| 15 | 陳麗桂 | 2008-2011年 | 國文學系 |                                                                                  |
| 16 | 陳國川 | 2011-2014年 | 地理學系 | 2011年設臺灣語文學系                                                             |
| 17 | 陳登武 | 2014-2017年 | 歷史學系 |                                                                                  |
| 18 | 陳秋蘭 | 2017-現任   | 英語學系 |                                                                                  |

## 系所

### 國文學系
國文學系為臺灣省立師範學院創校七學系之一，最初以培養臺灣中學國文教師為之主要目的。1946年10月，成立「國文學會」，最早成立的系級學生組織，然而35學年度至49學年度（1946年8月至1960年7月）之資料已缺遺。師院初創時不分學院，至1955年改制臺灣省立師範大學時設立文學院，國文學系亦為創院五系之一。
國文學系初期除大學部外，曾先後設有國文專修科、夜間部國文師資專修班等。1956年成立國文研究所碩士班，1957年成立博士班，該系博士班畢業生羅錦堂則為臺灣第一位國家文學博士。1991年，因應教育部系所合一政策，國文學系與國文研究所統合為一。
創系初期，由聲韻學者林尹等人主導學術方向，為台灣中文學界的聲韻學、文字學、訓詁學等考據學科研究中心。當時有魯實先、高明等人於國文學系任教，陳新雄、許錟輝、季旭昇等人都出身該系。當代新儒家學者牟宗三曾於該系任教，時日雖短，然而對該系學子影響重大。港台當代新儒家學者如王邦雄、曾昭旭、林安梧、王財貴等人都畢業於該系，目前該系仍每週舉辦義理組讀書會。文學院不定期舉行的「人文講會」，即繼承牟宗三當年講學的傳統。

#### 出版學報
- 中國學術年刊[13]
- 國文學報[14]
- 思辨集[15]

### 英語學系
英語學系創設於1946年，為臺灣省立師範學院創校七學系之一，師院初創時不分學院，至1955年改制臺灣省立師範大學時設立文學院，英語學系即隸屬之。1956年，在學士班的英語學系之外另設獨立的英語研究所，至1996年英語學系與英語研究所合併為含有學士班、碩士班及博士班的英語學系。

#### 學術研究
英語學系定期發行以下三本學術期刊：
- 同心圓：文學與文化研究 (Concentric: Literary and Cultural Studies)[18]
- 同心圓：語言學研究 (Concentric: Studies in Linguistics)[19]
- 英語教學 (English Teaching & Learning)[20]

#### 學生活動
英語學系設有「英語學系學會」，成立於1991年，英語系學會舉辦各式活動如英語週、英語之夜等，並代表學生出席相關會議。

### 歷史學系
歷史學系創設於1962年，前身為創設於1946年的史地學系，同為創校七學系之一。學士班之外另設有一班三年制的史地專修科。師院初創時不分學院，至1955年改制臺灣省立師範大學時設立文學院，史地學系即隸屬之。1962年，史地學系分設為歷史學系與地理學系，歷史學系正式成立。1970年，在學士班的歷史學系之外另設獨立的歷史研究所，至1996年實施系所合一制，歷史學系與歷史研究所合併為含有學士班、碩士班及博士班的歷史學系。

### 地理學系
最初為1946年成立之史地學系，1962年獨立設系，1970年地理研究所成立並開始招生碩士班，1988年博士班成立，為全臺灣最早培育地理學人才之學術機構，目前為為臺灣編制最大的地理學系。台師地理系早期目標為培育中等學校地理科師資，長期以來一直由該系負責此任務，直到1993年國立高雄師範大學與國立彰化師範大學成立地理學系才結束，隔年1994年師資培育法成立、師範教育法廢除，讓地理教師培育不再限於師範大學，目前台大亦可培育地理教師，但相較於其他中等學校教學科，全臺灣地理科系並不多，因此地理教師以三所師大為主要來源。

#### 出版品
- 地理研究

創刊號於1975年1月出版，初名「地理研究報告」。1975年至1983年（第1至9期）於1月出版，1984年至1992年（第10至18期）於3月出版。1993年6月的第19期起由於「地理學研究」併入，此後改為半年刊。2005年第42期起改為現名「地理研究」，於每年5月及11月出版。
- 地理學研究

創刊號於1966年6月出版，至1978年6月出版第2期，為年刊。1978年至1981年（第2至5期）於6月出版，1982年至1986年（第6至10期）於10月出版，1987年至1992年（第11至16期）於12月出版。1992年12月出版的第16期為最後一期，此後併入「地理研究報告」。

#### 學生組織
臺師大地理系設有「地理學系學會」為學生組織，代表地理系學生出席相關會議，並舉辦地理週、地理營等活動。
- 地理教育

「地理教育」為地理學系學生自行編印出版的刊物，創刊號於1969年2月出版，目前由地理學系學會負責。

### 台灣語文學系
早期台灣本土教育未受重視，教育部在本土化潮流下，鼓勵大學設立本土文化學門的系所，臺師大在2002年2月由莊萬壽教授商請姚榮松教授、許俊雅教授共同規劃，經教育部核准，於2003年3月開始辦理碩士班招生，8月1日正式成立「台灣文化及語言文學研究所」，莊萬壽教授由國文系轉調台文所專任教授兼所長。2006年設立台灣研究及母語教師在職碩士班，提供在職教師及母語支援教師進修。2008年設立博士班，延展台灣研究。2011年學士生開始招生，整併博士班、碩士班、碩士在職專班與學士班為「台灣語文學系」。

#### 出版品
- 年刊台灣學誌 ISSN 2219-2204[29]
- 論文檢索[30]

## 外部連結
- 國立臺灣師範大學文學院
- 國立臺灣師範大學國文學系 （页面存档备份，存于）
- 國立臺灣師範大學地理學系 （页面存档备份，存于）